# NGC 6139
NGC 6139 est un amas globulaire situé dans la constellation du Scorpion à environ 33 000 a.l. (10.1 kpc) du Soleil et à 12 000 a.l. (3,6 kpc) du centre de la Voie lactée. Il a été découvert par l'astronome écossais James Dunlop en 1826.
La vitesse radiale héliocentrique de cet amas est égale à 6,7 ± 6,0 km/s. Selon une étude publiée en 2011 par J. Boyles et ses collègues, la métallicité de l'amas globulaire NGC 6139 est égale à -1,65 et sa masse est égale à 566 000{\displaystyle M_{\odot }}. Dans cette même étude, la distance de l'amas est estimée à environ 10,1 kpc (∼32 900 al).

## Galerie

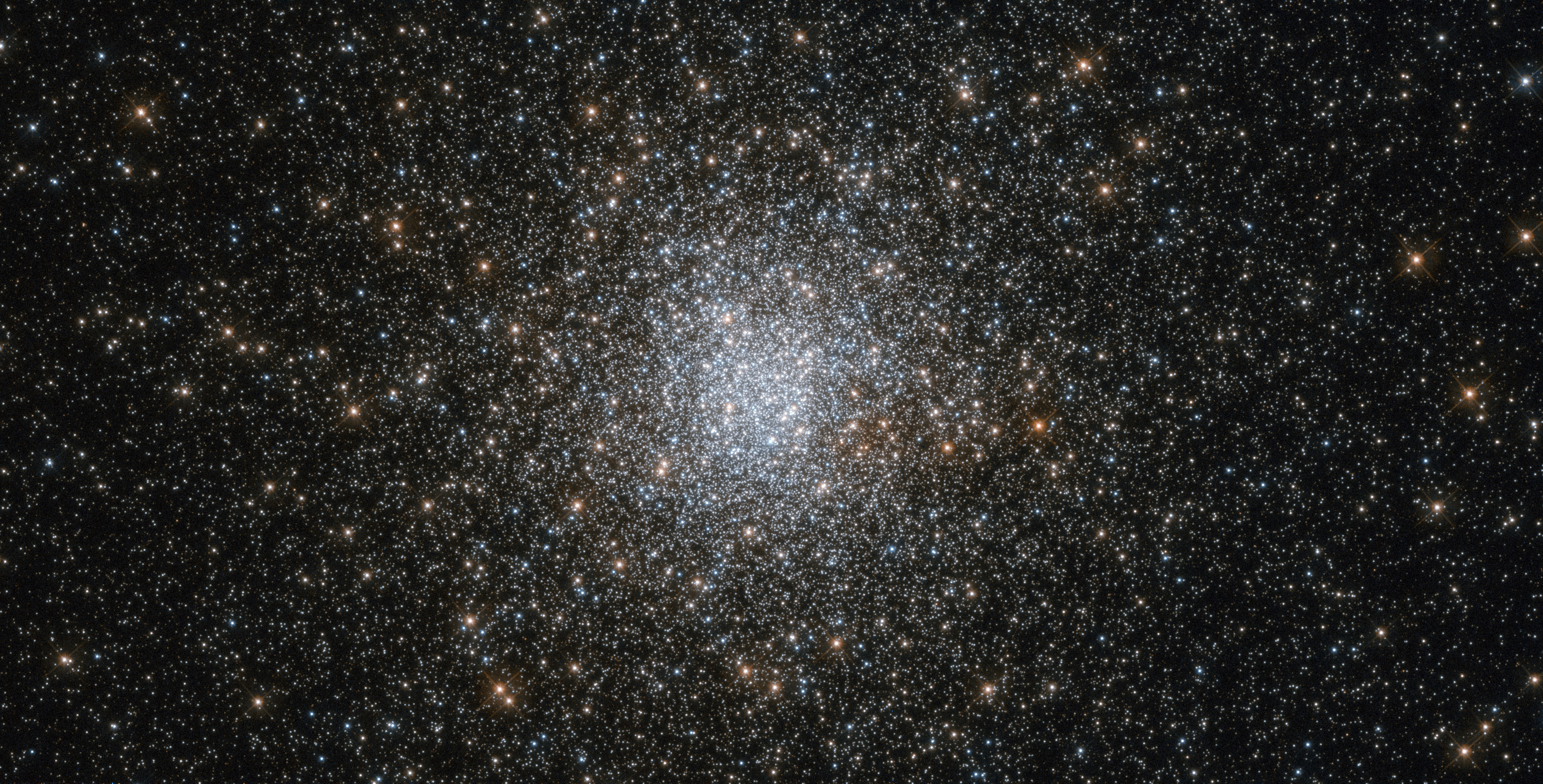
NGC 6139 par le télescope spatial Hubble.
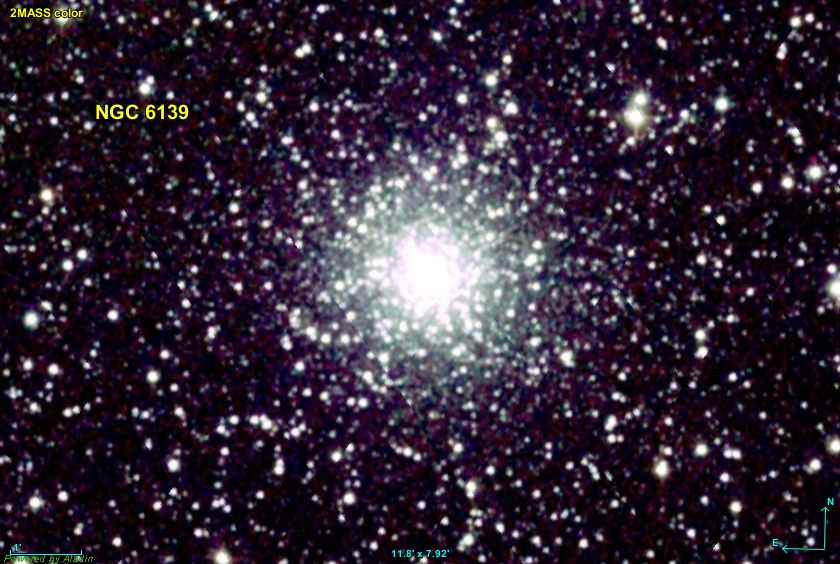
NGC 6139 en infrarouge par le relevé 2MASS.
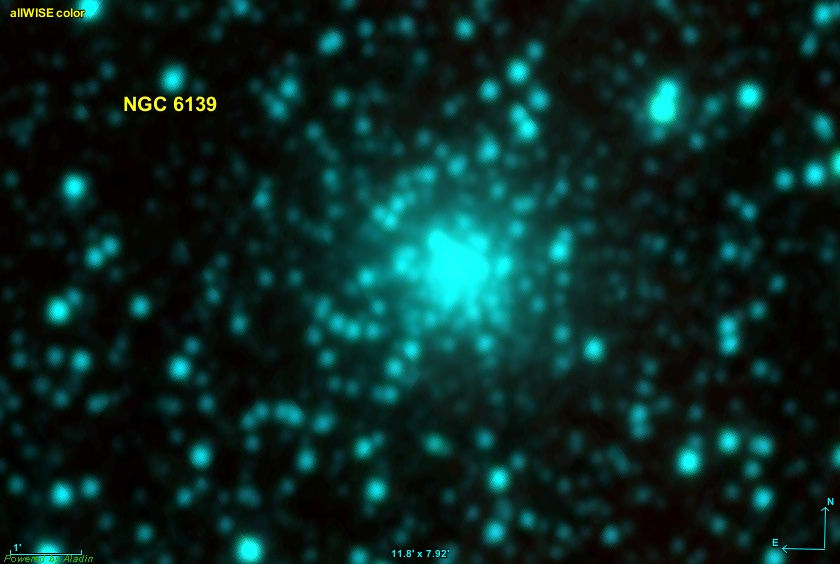
NGC 6139 en infrarouge par le télescope spatial WISE.